# Renée Björling

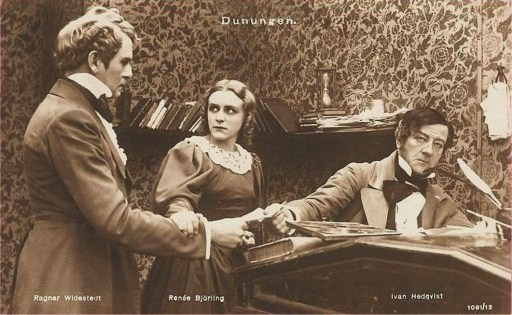
Avec Ragnar Widestedt (à g.) et Ivan Hedqvist,
dans Dunungen (1919)

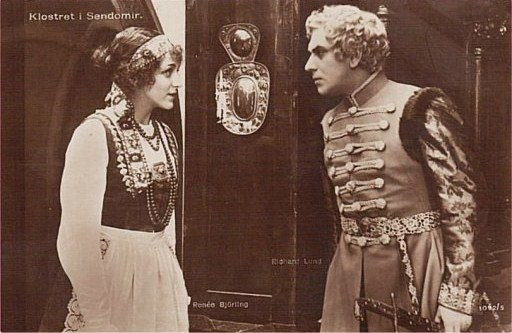
Avec Richard Lund, dans Le Monastère de Sandomierz (1920)

Renée Björling est une actrice suédoise, de son nom complet Renée Louise Björling, née le 10 juillet 1898 sur l'île de Lovö (lac Mälar, comté de Stockholm), morte le 4 mars 1975 à Täby (Comté de Stockholm).

## Biographie
De 1915 à 1917, Renée Björling étudie l'art dramatique à l'école (Dramatens elevskola en suédois) du Théâtre dramatique royal (Kungliga Dramatiska Teatern en suédois, abrégé Dramaten) de Stockholm, où elle enseignera plus tard. Très active au théâtre durant sa carrière, elle joue notamment au Dramaten dans environ cent-trente pièces, dès 1915.
Parmi ses partenaires au Théâtre dramatique royal, mentionnons Gunnar Björnstrand (ex. : L'Avare de Molière en 1935), Lars Hanson (ex. : Roméo et Juliette de William Shakespeare en 1936), Anita Björk (ex. : L'Invitation au château de Jean Anouilh en 1951), Jarl Kulle (ex. : L’Orestie d'Eschyle en 1954), ou encore Gunn Wållgren (ex. : Ivanov d'Anton Tchekhov en 1957).
Toujours au Dramaten, elle croise aussi à plusieurs reprises Alf Sjöberg, d'abord comme acteur (ex. : Madame Sans-Gêne de Victorien Sardou et Émile Moreau en 1927), puis comme metteur en scène (ex. : Les Mouches de Jean-Paul Sartre en 1945, avec Stig Järrel et Mai Zetterling), ainsi que Mimi Pollak, également comme actrice (ex. : La Cerisaie d'Anton Tchekhov en 1946) et metteuse en scène (ex. : La Puce à l'oreille de Georges Feydeau en 1968). Elle se produit pour la dernière fois au Dramaten en 1971, dans Les Troyennes d'Euripide (adaptation de Jean-Paul Sartre), avec Gunnel Lindblom et Mona Malm.
Au cinéma, Renée Björling débute enfant dans le film muet Le Père, sorti en 1912, adapté de la pièce éponyme d'August Strindberg. Son deuxième film est Dunungen (1919), adaptation de la pièce du même titre de Selma Lagerlöf (elle interprète trois fois cette pièce au Dramaten, en 1917, en 1928, et enfin en 1950, aux côtés d'Allan Edwall, Jarl Kulle, Max von Sydow et Ingrid Thulin). Le troisième est Klostret i Sendomir de Victor Sjöström (1920). En tout, elle collabore à quatorze films muets jusqu'en 1928.
Après l'avènement du parlant, elle contribue à vingt-quatre autres films suédois (le premier sorti en 1932), dont Jeux d'été (1951, avec Maj-Britt Nilsson, Alf Kjellin et Mimi Pollak), Un été avec Monika (1953, avec Harriet Andersson et Lars Ekborg), Une leçon d'amour (1954, avec Eva Dahlbeck, Gunnar Björnstrand et Harriet Andersson) et Rêve de femmes (1955, avec Eva Dahlbeck, Harriet Andersson et Gunnar Björnstrand), réalisés par Ingmar Bergman — qu'elle retrouve quatre fois au Dramaten comme metteur en scène, notamment en 1964 pour Hedda Gabler d'Henrik Ibsen —.
Citons encore La Jeune Fille sous la pluie d'Alf Kjellin (1955, avec Gunnel Lindblom, Bibi Andersson et Alf Kjellin) et Nattens ljus de Lars-Eric Kjellgren (1957, avec Lars Ekborg et Gunnar Björnstrand). Son dernier film est Kärlekens decimaler (sv) d'Hasse Ekman, avec Stig Järrel, Eva Dahlbeck et Hasse Ekman, sorti en 1960.
À la télévision, Renée Björling participe d'abord à un épisode, diffusé en 1955, de la série américaine Foreign Intrigue, tournée dans les studios de la Svensk Filmindustri. Puis elle interprète Mme Higgins en 1968, dans le téléfilm Pygmalion, adaptation de la pièce du même titre de George Bernard Shaw, avec Gunnar Björnstrand (Henry Higgins) et Harriet Andersson (Eliza Doolittle) ; à noter qu'en 1952 au Dramaten, elle tenait déjà le même rôle, Lars Hanson personnifiant Henry Higgins, Anita Björk étant Eliza Doolittle, dans une mise en scène d'Alf Sjöberg.

## Filmographie partielle

### Au cinéma
- 1912 : Le Père (Fadren) d'Anna Hofman-Uddgren
- 1919 : Le Mariage de Joujou (Dunungen) de Ivan Hedqvist
- 1920 : Le Monastère de Sendomir (Klostret i Sendomir) de Victor Sjöström
- 1921 : Son fils (En vildfågel) de John W. Brunius
- 1926 : Charley's Aunt (Charleys tant) d'Elis Ellis :
- 1932 : Vi som går köksvägen de Gustaf Molander
- 1941 : Striden går vidare de Gustaf Molander
- 1951 : Jeux d'été (Sommarlek) d'Ingmar Bergman
- 1952 : Trots de Gustaf Molander
- 1953 : Un été avec Monika (Sommaren med Monika) d'Ingmar Bergman
- 1954 : Une leçon d'amour (En lektion i kärlek) d'Ingmar Bergman
- 1955 : La Jeune Fille sous la pluie (Flickan i regnet) d'Alf Kjellin
- 1955 : Rêves de femmes (Kvinnodröm) d'Ingmar Bergman
- 1957 : Nattens ljus de Lars-Eric Kjellgren
- 1960 : Kärlekens decimaler d'Hasse Ekman

### À la télévision
- 1955 : Foreign Intrigue, série
  - Saison 4, épisode 23 The Pearl Necklace d'Eugène Lourié
- 1968 : Pygmalion, téléfilm de Kåre Santesson

## Théâtre (au Dramaten)
(sélection)
- 1915 : La Belle Aventure (Äfventyret) de Gaston Arman de Caillavet et Robert de Flers
- 1916 : Électre (Elektra) d'Hugo von Hofmannsthal, d'après la pièce éponyme de Sophocle, avec Gustaf Molander
- 1917 : En skuga de Hjalmar Bergman
- 1917 : Dunungen de Selma Lagerlöf
- 1927 : Phèdre (Fedra) de Jean Racine
- 1927 : Le Malade imaginaire (Den inbillade sjuke) de Molière, avec Alf Sjöberg
- 1927 : Madame Sans-Gêne (même titre suédois) de Victorien Sardou et Émile Moreau, avec Alf Sjöberg
- 1928 : A doctor úr (Försvarsadvokaten) de Ferenc Molnár, avec Alf Sjöberg
- 1928 : Dunungen de Selma Lagerlöf, reprise
- 1929 : La Belle Aventure (Äfventyret) de Gaston Arman de Caillavet et Robert de Flers, reprise, avec Alf Sjöberg
- 1929 : Le Misanthrope ou l'Atrabilaire amoureux (Misantropen) de Molière
- 1930 : Topaze (même titre suédois) de Marcel Pagnol, avec Lars Hanson
- 1931 : The Bread-Winner (Fadershjärtat) de William Somerset Maugham, mise en scène et décors d'Alf Sjöberg, avec Lars Hanson
- 1931 : La malquerida (Mors rival) de Jacinto Benavente
- 1931 : Ces Messieurs de la Santé (Spekulation) de Paul Armont et Léopold Marchand, mise en scène et décors d'Alf Sjöberg, avec Lars Hanson
- 1931-1932 : Les Papiers posthumes du Pickwick Club (Picwick-klubben - titre original : The Posthumous Papers of the Pickwick Club), adaptation du roman éponyme de Charles Dickens
- 1932 : Clavigo de Johann Wolfgang von Goethe
- 1932 : Mademoiselle (Froken) de Jacques Deval
- 1932 : Nina (Film) de Bruno Frank
- 1932-1933 : Les Verts Pâturages (Guds gröna ängar - titre original : The Green Pastures) de Marc Connelly
- 1933 : Le deuil sied à Électre (Klaga månde Elektra - titre original : Mourning Becomes Electra) d'Eugene O'Neill, avec Lars Hanson
- 1933 : Vor Sonnenuntergang (Före solnedgången) de Gerhart Hauptmann, mise en scène d'Alf Sjöberg, avec Inga Tidblad
- 1933 : Maître Olof (Mäster Olof) d'August Strindberg, avec Lars Hanson
- 1933 : La Peau de castor (Bäverpälsen - titre original : Der Biberpelz) de Gerhart Hauptmann
- 1934 : Médée (Medea - titre original : Μήδεια / Mếdeia) d'Euripide
- 1934 : The Rivals (Rivalerna) de Richard Brinsley Sheridan, mise en scène d'Alf Sjöberg, avec Inga Tidblad
- 1934 : Un chapeau de paille d'Italie (Den italienska halmhatten) d'Eugène Labiche, avec Inga Tidblad
- 1935 : Kvartetten som sprängdes, adaptation du roman éponyme de Birger Sjöberg, avec Inga Tidblad
- 1935 : Leopold, luftkonstnär de Ragnar Josephson, avec Lars Hanson
- 1935 : Sheppey (Högsta vinsten) de William Somerset Maugham, mise en scène d'Alf Sjöberg, avec Gunnar Björnstrand
- 1935 : Ah, Solitude ! (Ljuva ungdomstid - titre original : Ah, Wilderness !) d'Eugene O'Neill, avec Gunnar Björnstrand, Signe Hasso
- 1935 : L'Avare (Den girige) de Molière, avec Gunnar Björnstrand
- 1935 : Le Songe (Ett drömspel) d'August Strindberg, avec Gunnar Björnstrand, Lars Hanson, Signe Hasso
- 1935 : L'Habit vert (Den gröna fracken) de Gaston Arman de Caillavet et Robert de Flers, avec Gunnar Björnstrand
- 1936 : La Légende de Gösta Berling (Gösta Berlings saga), adaptation du roman éponyme de Selma Lagerlöf, avec Gunnar Björnstrand, Gunn Wållgren
- 1936 : Roméo et Juliette (Romeo och Julia - titre original : Romeo and Juliet) de William Shakespeare, avec Lars Hanson, Inga Tidblad
- 1936 : Crime et Châtiment (Brott och Straff - titre original : Преступление и наказание), adaptation par Gaston Baty du roman éponyme de Fiodor Dostoïevski, mise en scène d'Alf Sjöberg, avec Lars Hanson, Inga Tidblad, Gunn Wållgren
- 1936 : Crimes et Délits (Brott och brott) d'August Strindberg, mise en scène d'Alf Sjöberg
- 1937 : Notre honneur et notre gloire (Vår ära och vår makt - titre original : Vår aere og vår makt) de Nordahl Grieg, avec Signe Hasso, Gunn Wållgren
- 1937 : Call It a Day (En sån dag !) de Dodie Smith, avec Inga Tidblad, Gunn Wållgren (remplacée par Signe Hasso)
- 1938 : L'Homme sans âme (Mannen utan själ) de Pär Lagerkvist, mise en scène d'Alf Sjöberg, avec Gunn Wållgren
- 1938 : Jules César (titre suédois et original : Julius Caesar) de William Shakespeare, avec Lars Hanson
- 1938 : The Women (Kvinnorna) de Clare Boothe Luce, avec Gunn Wållgren
- 1938 : The Masque of Kings (Mayerlingdramat) de Maxwell Anderson, mise en scène d'Alf Sjöberg, avec Lars Hanson
- 1939 : Meurtre dans la cathédrale (Mordet i katedralen - titre original : Murder in the Cathedral) de T. S. Eliot, mise en scène d'Alf Sjöberg
- 1939 : Pâques (Påsk) d'August Strindberg, avec Signe Hasso
- 1939 : Le Valet maître (Bridgekungen) de Paul Armont et Léopold Marchand, avec Lars Hanson
- 1939 : Dear Octopus (Guldbröllop) de Dodie Smith, avec Inga Tidblad
- 1939 : Gustave Ier Vasa (Gustav Vasa) d'August Strindberg, avec Lars Hanson, Inga Tidblad
- 1939 : Andromaque (Andromake) de Jean Racine
- 1940 : La Belle Aventure (Äfventyret) de Gaston Arman de Caillavet et Robert de Flers, reprise, avec Gunn Wållgren
- 1941 : Farmor och Vår Herre de Hjalmar Bergman
- 1941 : David Copperfield, adaptation du roman éponyme de Charles Dickens
- 1942 : George Washington slept here (Ut till fåglarna) de George S. Kaufman et Moss Hart, mise en scène d'Alf Sjöberg, avec Gunn Wållgren
- 1943 : Le Roi (Kungen) de Gaston Arman de Caillavet, Robert de Flers et Emmanuel Arène, avec Eva Dahlbeck, Göran Gentele, Lars Hanson, Ulf Palme, Inga Tidblad
- 1945 : En idealist (titre suédois et original) de Kaj Munk, avec Lars Hanson, Ulf Palme, Mai Zetterling
- 1945 : Les Mouches (Flugorna) de Jean-Paul Sartre, mise en scène d'Alf Sjöberg, avec Stig Järrel, Ulf Palme, Mai Zetterling
- 1946 : La Cerisaie (Körsbärsträdgården - titre original : Вишнёвый сад) d'Anton Tchekhov, avec Mimi Pollak, Mai Zetterling
- 1946 : Homme et Surhomme (Mannen och hans överman - titre original : Man and Superman) de George Bernard Shaw, avec Anita Björk, Stig Järrel
- 1947 : Britannicus de Jean Racine
- 1948 : La Pierre philosophale (De vises sten) de Pär Lagerkvist, avec Lars Hanson, Ulf Palme
- 1948 : Jeanne de Lorraine (Johanna från Lothringen - titre original : Joan of Lorraine) de Maxwell Anderson, avec Gunn Wållgren
- 1948-1949 : Réunion de famille (Släktmötet - titre original : The Family Reunion) de T. S. Eliot, mise en scène d'Alf Sjöberg, avec Anita Björk, Mimi Pollak, Max von Sydow
- 1949 : Leka med elden d'August Strindberg, mise en scène de Mimi Pollak, avec Anita Björk, Gunnar Björnstrand
- 1949 : Anne des mille jours (En dag av tusen - titre original : Anne of the Thousand Days) de Maxwell Anderson, avec Lars Hanson, Max von Sydow, Inga Tidblad
- 1950 : Dunungen de Selma Lagerlöf, reprise, avec Allan Edwall, Jarl Kulle, Max von Sydow, Ingrid Thulin
- 1950-1951 : Chéri (même titre suédois), adaptation du roman éponyme de Colette, mise en scène de Mimi Pollak, avec Maj-Britt Nilsson (remplacée par Ingrid Thulin), Mimi Pollak, Inga Tidblad
- 1951 : L'Invitation au château (Dans under stjärnorna) de Jean Anouilh, mise en scène de Mimi Pollak, avec Anita Björk, Mimi Pollak, Ingrid Thulin
- 1951 : Maître Olof (Master Olof) d'August Strindberg, reprise, mise en scène d'Alf Sjöberg, avec Allan Edwall, Jarl Kulle
- 1952 : Pygmalion de George Bernard Shaw, mise en scène d'Alf Sjöberg, avec Anita Björk, Lars Hanson
- 1953 : Un mois à la campagne (En månad på landet - titre original : Месяц в деревне) d'Ivan Tourgueniev, mise en scène de Mimi Pollak
- 1953 : Gertrud de Hjalmar Söderberg, avec Eva Dahlbeck
- 1954 : L’Orestie (Orestien - titre original : ᾿Ορέστεια) d'Eschyle, avec Anita Björk, Jarl Kulle
- 1954 : L'amour veille (Förälskad i kärleken) de Gaston Arman de Caillavet et Robert de Flers, mise en scène de Mimi Pollak, avec Anita Björk, Jarl Kulle
- 1954 : Mariana Pineda de Federico Garcia Lorca, mise en scène de Mimi Pollak, avec Jarl Kulle, Gunn Wållgren
- 1955 : Le Songe (Ett drömspel) d'August Strindberg, reprise, avec Allan Edwall, Jarl Kulle, Gunn Wållgren
- 1955 : Le Canard sauvage (titre suédois et original : Vildanden) d'Henrik Ibsen, mise en scène d'Alf Sjöberg, avec Eva Dahlbeck, Ulf Palme
- 1955 : Oncle Vania (Onkel Vanja - titre original : Дядя Ваня) d'Anton Tchekhov, avec Eva Dahlbeck, Jarl Kulle, Gunn Wållgren
- 1956 : Sällskapslek d'Erland Josephson
- 1957 : Ivanov (titre original : Иванов) d'Anton Tchekhov, avec Gunn Wållgren
- 1958 : Farmor och Vår Herre de Hjalmar Bergman, reprise
- 1958 : L'Importance d'être Constant (Mister Ernest - titre original : The Importance of Being Earnest) d'Oscar Wilde, mise en scène de Mimi Pollak, avec Jarl Kulle
- 1958 : Électre (Elektra - titre original : Ἠλέκτρα / Êléktra) de Sophocle, avec Mona Malm
- 1959 : Rosmersholm (titre suédois et original) d'Henrik Ibsen, mise en scène d'Alf Sjöberg, avec Lars Hanson, Ulf Palme
- 1960 : À Damas, 1re partie (Till Damaskus, Del I) d'August Strindberg, avec Lars Hanson, Erland Josephson
- 1962 : Le Testament de Sa Grâce (Hans nåds testamente), adaptation du roman éponyme de Hjalmar Bergman
- 1962 : Le Voyage (Resan) de Georges Schehadé, mise en scène d'Alf Sjoberg, avec Anita Björk, Allan Edwall
- 1962 : La Sonate des spectres (Spöksonaten) d'August Strindberg, avec Allan Edwall
- 1963 : Sagan de Hjalmar Bergman, mise en scène d'Ingmar Bergman, avec Bibi Andersson, Erland Josephson
- 1964 : Tre knivar från Wei d'Harry Martinson, mise en scène d'Ingmar Bergman, avec Mona Malm, Inga Tidblad
- 1964 : Hedda Gabler d'Henrik Ibsen, mise en scène d'Ingmar Bergman
- 1965 : Yvonne, princesse de Bourgogne (Yvonne, prinsessa av Bourgogne - titre original : Iwona, księżniczka Burgunda) de Witold Gombrowicz, mise en scène d'Alf Sjöberg
- 1966 : Markarells i Wadköping de Hjalmar Bergman, avec Anita Björk, Erland Josephson
- 1967 : Flickan i Montreal de Lars Forssell, avec Bibi Andersson
- 1968 : La Puce à l'oreille (Leva Loppan) de Georges Feydeau, mise en scène de Mimi Pollak
- 1969 : Don Carlos (Don Karlos, Infant von Spanien) de Friedrich von Schiller, avec Mona Malm
- 1969 : L'Opéra de quat'sous (Tolvskillingsoperan - titre original : Die Dreigroschenoper) de Bertolt Brecht et Kurt Weill, mise en scène d'Alf Sjöberg, avec Harriet Andersson
- 1970 : Le Songe (Ett drömspel) d'August Strindberg, reprise, mise en scène d'Ingmar Bergman, avec Allan Edwall
- 1971 : Les Troyennes (Trojanskorna - titre original : Τρῳάδες / Trōiádes) d'Euripide, adaptation de Jean-Paul Sartre, avec Gunnel Lindblom, Mona Malm